# 石田孝吉

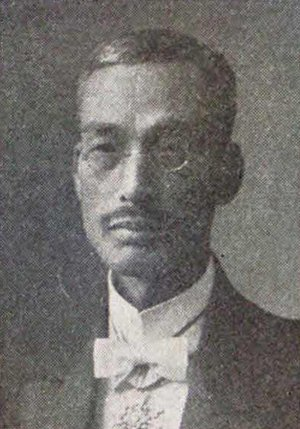
石田孝吉

石田 孝吉（いしだ こうきち、1872年2月30日（新暦：4月7日） - 1926年（大正15年）8月9日）は、日本の衆議院議員、勲四等旭日小綬章。

## 経歴
島根県邇摩郡波積本郷（波積村、江東村を経て現江津市）に生まれる。祖先は毛利公に仕えた家臣で石田量太郎の長男。1896年（明治29年）7月慶應義塾を卒業し島根県に帰郷。温泉津村（温泉津町を経て現大田市）に石見銀行を設立し頭取に就任した。
迩摩郡会議員、島根県会議員、島根県農会議員などを経て、1901年（明治34年）日本赤十字社特別社員に列せられ、1903年（明治36年）3月衆議院議員に当選。1904年（明治37年）帝国義勇艦隊建設の際の地方委員に嘱託。1905年（明治38年）大蔵省より島根県大森税務署審査委員。山陰縦貫鉄道の敷設に尽力し、郷土の勧業教育振興に多額の寄付を行った。